# Prothoe
Prothoe é um gênero de insetos da ordem Lepidoptera, família Nymphalidae e subfamília Charaxinae, proposto por Jakob Hübner em 1824, no texto Sammlung exotischer Schmetterlinge. Duas de suas três espécies de borboletas estão virtualmente restritas à Melanésia, com sua espécie mais difundida, P. franck (Godart, [1824]), ocorrendo em grande parte da região indo-malaia; na Índia (em Manipur e Assam), Indochina, Indonésia e Filipinas.

## Taxonomia
Espécies do gênero Prothoe já estiveram incluídas nos gêneros Nymphalis, Mynes e Autonema; com algumas: P. westwoodii, P. hewitsoni, P. schoenbergi, P. dohertyi, P. layardi, P. schulzi, P. uniformis e P. regalis transferidas para os táxons P. australis e P. franck. Também a espécie Agatasa calydonia já esteve incluída neste gênero, durante o século XX.

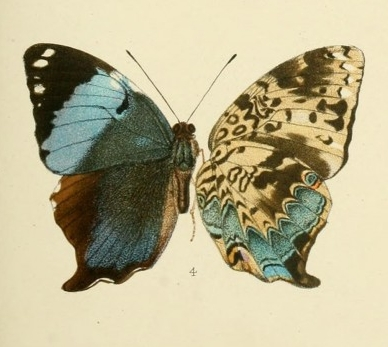
Ilustração de P. franck, vista superior (asa esquerda) e inferior (asa direita); espécie-tipo do gênero[2]; retirada de Rhopalocera Malayana: a description of the butterflies of the Malay peninsula, 1882-1886.

## Espécies
- Prothoe australis (Guérin-Méneville, [1831])[2]
- Prothoe franck (Godart, [1824]) - Espécie-tipo[2]
- Prothoe ribbei Rothschild, 1895[2]